# Colombiana
A Colombiana (eredeti cím: Colombiana)  2011-ben bemutatott akciófilm. Főszereplő Zoë Saldana.

## Cselekmény
|  | Alább a cselekmény részletei következnek! |

Bogotá, Kolumbia
Fabio találkozik Don Luis Sandoval drogbáróval. Látszólag szívélyesen beszélgetnek. Fabio átad Sandovalnak egy flopilemezt. Amikor Fabio távozik, Sandoval Fabio meggyilkolására ad parancsot. Fabio otthon azonnali távozásra sürgeti feleségét és lányát, akik már összecsomagoltak. Azonban Sandoval megbízottja, Marco megérkezik embereivel, és a lakás mindkét oldala felől fegyveresek rontanak az épületbe. Fabio egy névjegyet, egy papírra írt címet, és egy memóriacsipet ad a lányának, Cataleyának. Feleségével együtt harcolni próbálnak, de a túlerő legyőzi őket. Cataleya az asztalnál ülve marad. Marco megpróbálja vallomásra bírni, de a lány az asztal alá rejtett tőrrel Marco kezét az asztalhoz szegezi és akrobatikus, begyakorolt módon elmenekül, majd az amerikai követségre megy, ahol felöklendezi a memóriacsipet, amin a drogbáróra vonatkozó terhelő adatok vannak. Cataleyát az Egyesült Államokba menekítik, ott azonban a hatóságok elől megszökik, és busszal a nagybátyjához, Emilióhoz utazik, Chicagóba. Emilio anyjával együtt szívélyesen fogadja a lányt. Egy drága iskolába íratja, de előtte még választás elé állítja, mert Cataleya azt mondja neki, hogy gyilkos akar lenni. 
15 évvel később Cataleya Emiliónak dolgozik, mint bérgyilkos. Emellett Emilio tudta nélkül szülei gyilkosait kutatja fel és öli meg, később kiderül, hogy már 22 áldozatnál tart.
Egy rendőrautóba egy piros sportkocsi ütközik, amiből egy részeg nő tántorog elő, akit a rendőrök bevisznek kihallgatásra, majd éjszakára egy cellába zárják. nem sokkal később egy Genarro Rizzo nevű gengsztert visznek be az előzetesbe. A „részeg nő” valójában Cataleya, aki leveszi fekete parókáját, testhezálló fekete ruhába bújik, egy drótdarabbal kinyitja a cellája ajtaját, időzített rövidzárlatot okoz, majd a szellőzőjáraton keresztül mászva megközelíti a gengszter celláját. Leüti az őrt, amikor az a WC-be megy, és annak fegyverével lelövi a gengsztert. A szellőzőn és épületen kívül haladva visszamászik a cellájába, miközben nem csak az őrséget riasztják, hanem az FBI-t is. Cataleya visszaveszi korábbi álcáját, és másnap kiengedik. Az utcán leveszi és eldobja átlátszó kesztyűjét, amit azért viselt, hogy ne hagyjon ujjlenyomatot.
Mivel az FBI egy helyben topog, James Ross különleges ügynök úgy dönt, hogy megszellőztetik a részleteket a sajtó felé, ugyanis a gengszter (és a korábbi áldozatok) mellkasán egy belekarcolt virágmotívumot találnak és abban reménykednek, hogy valaki felismeri a rajzot. Ez meg is történik: az FBI-nál az egyik takarító felismeri benne a cataleya nevű virágot, ami csak Kolumbiában terem, és a drogbáró is felfigyel az újságokban közölt fényképekre, majd ráállítja az embereit a merénylő felkutatására. Közben kiderül, hogy a drogbárót a CIA időközben átköltöztette Florida államba. Don Luis jobbkeze, Marco megtalálja Emiliót és megöli anyjával együtt.
Cataleya betör Ross ügynök házába és megfenyegeti, hogy adja ki neki Don Luis címét (akiről csak annyit tud, hogy áttelepült az Egyesült Államokba). Ross közli vele, hogy a pontos címet csak a CIA tudja, aminek adatbázisához neki nincs hozzáférése. Cataleya azonban egy távcsöves puskával figyelmeztető lövést ad le a CIA-ügynök irodájára, amikor Ross is jelen van, így megkapják a drogbáró címét.
Cataleya egy teherautót megpakol fegyverekkel és két idomított harci kutyáját is magával viszi. Ostrom alá veszi Don Luis házát (aki egy üregbe bújik), és mindenkit megöl, aki az útjába kerül. Marcóval a fürdőszobában puszta kézzel küzdenek meg, aminek végén Marco meghal. Cataleya magához veszi Marco mobilját, amin nem sokkal később Don Luis hívja, aki egy autóval elmenekült a házból. Amikor rájön, hogy Marco meghalt és Cataleyával beszél, fenyegetni kezdi, Cataleya azonban nyugodt hangon válaszolgat, majd a kocsiban lévő kutyáinak parancsot ad, amik halálra marják Don Luist.
A történet közepe táján kiderül, hogy Cataleyának van egy barátja, egy festő, akinek Jennifer néven mutatkozott be és aki szinte semmit sem tud róla. Egyik reggel, amikor Cataleya még alszik, a barátja, Danny a mobiljával egy fényképet készít róla, amit megmutat a sógorának, aki viszont a tudta nélkül egy rendőrségen dolgozó ismerősének küldi el a képet, hogy azonosítsa be. Az FBI riasztást kap a keresésről, letartóztatják az ügyintézőt, és a mobiltelefonok beazonosításával nagy erőkkel kivonulnak Danny és Cataleya lakhelyére is. Dannyt elfogják és beviszik kihallgatásra, Cataleya azonban elmenekül és egy utcai fülkéből felhívja Danny-t, majd elbúcsúzik tőle és felszáll egy távolsági buszra.
|  | Itt a vége a cselekmény részletezésének! |

## Szereplők
| Színész                | Szerep                                      | Magyar hang    |
| ---------------------- | ------------------------------------------- | -------------- |
| Zoë Saldana            | Cataleya Restrepo                           | Pikali Gerda   |
| Amandla Stenberg       | Cataleya gyermekként                        | Koller Virág   |
| Jordi Mollà            | Marco, Don Luis Sandoval jobbkeze           | Czvetkó Sándor |
| Lennie James           | James Ross FBI-ügynök                       | Jakab Csaba    |
| Michael Vartan         | Danny Delanay festő, Cataleya szeretője     | Varga Gábor    |
| Cliff Curtis           | Emilio Restrepo, Cataleya nagybátyja        | Epres Attila   |
| Beto Benites           | Don Luis Sandoval, drogbáró                 | Varga Tamás    |
| Jesse Borrego          | Fabio Restrepo, Cataleya apja               | Albert Gábor   |
| Cynthia Addai-Robinson | Alicia Restrepo, Cataleya anyja             |                |
| Max Martini            | Williams különleges ügynök                  |                |
| Angel Garnica          | Pepe, Cataleya nagyapja                     | Végh Ferenc    |
| Ofelia Medina          | Mama, Cataleya nagyanyja                    | Fabó Györgyi   |
| Callum Blue            | Steve Richard CIA-ügynök                    | Juhász Zoltán  |
| Sam Douglas            | William Woogard, Cataleya célpontja         |                |
| Graham McTavish        | Warren főmarsall                            | Forgács Gábor  |
| Affif Ben Badra        | Genarro Rizzo gengszter, Cataleya célpontja |                |

## A film készítése
A film forgatása 2010. augusztus 20-án kezdődött Chicago, New Orleans és Mexikóváros helyszínein. A filmet Luc Besson filmproducer cége, az EuropaCorp készítette,  a forgatókönyvet Besson és Robert Mark Kamen közösen írták.

## Forgatási helyszínek
- Chicago, USA
- New Orleans, USA
- Mexikóváros, Mexikó

## Bevételek
A Colombiana 10 408 176 dolláros bevétellel a második helyen kezdett az Egyesült Államok mozipénztárainál. A film 36 665 854 dollár bevételt produkált az Egyesült Államok és Kanada mozijaiban, 24,3 millió dollárt külföldön, összesen 60 965 854 dollár bevételt ért el.

## Fordítás
Ez a szócikk részben vagy egészben  a   Colombiana című angol Wikipédia-szócikk fordításán alapul.  Az eredeti cikk szerkesztőit annak laptörténete sorolja fel. Ez a jelzés csupán a megfogalmazás eredetét és a szerzői jogokat jelzi, nem szolgál a cikkben szereplő információk forrásmegjelöléseként.